# Mobilkom
Mobilkom Austria je najveći austrijski mobilni operater. Osnovan je 1992, a od 1994. godine postaje aktivan operater u domenu mobilne telefonije. Kompanijom upravlja Telekom Austrija.

## Opšte
Mobilkom je sklapanjem sporazuma "Najbolje od dva sveta" ostvario strateško partnerstvo sa Vodafonom (Vodafone), i postao deo najveće svetske zajednice korisnika mobilnih telefona pa su, npr., korisnicima Mobilkomove mreže dostupne mnoge vodafonove usluge (Vodafone live!, Vodafone Mobile Connect Card, Vodafone BlackBerry® ili dopuna računa u inostranstvu vaučerima stranih operatera). Takođe, omogućena je i Vodafone Eurocall tarifa, koja pruža jedinstvenu cenu roaming poziva u 25 evropskih zemalja (korisnici Mobilkoma za vreme svog boravka u inostranstvu mogu odabrati mrežu Vodafone Eurocall partnera i cena poziva prema bilo kojoj od tih zemalja, kao i prema Srbiji, biće uvek ista).
S druge strane, zahvaljujući saradnji Vodafona i Mobilkoma korisnici koji dođu u Srbiju u Mobilkomovim centrima mogu nabaviti dopune stranih operatera, a korisnici određenih Vodafon mreža mogu svoje račune u Srbiji obnavljati i Mobilkomovim vaučerima.

## Članovi grupe Mobilkom Austrija
Mobilkomova grupa obuhvata provajdere mobilkom austria i njegove (pomoćne) firme u drugim zemljama:
- Mobilkom Lihtenštajn u Lihtenštajnu
- Vip u Srbiji
- Vip Operator u Makedoniji
- Si.Mobil u Sloveniji
- VIPnet u Hrvatskoj
- Mobiltel u Bugarskoj

## Spoljašnje veze
- http://www.mobilkomaustria.com/